# 朱天應
朱天應（1551年—？），字國聘，號任斋，福建泉州府晉江縣人，軍籍，明朝政治人物。

## 生平
萬曆元年（1573年）癸酉科福建鄉試第七十九名，萬曆八年（1580年）庚辰科會試第二十三名，登三甲第二百四十一名進士。吏部觀政，九年养病。十一年授刑部主事，十五年升员外郎，差广东恤刑。十六年升郎中，同年升肇庆府知府，二十一年十二月升任廣西兵备副使，二十二年告病。

## 家族
曾祖朱軒，曾任七品散官；祖父朱渶，曾任壽官；父朱楷。母莊氏。